# Dipara nigriceps
Dipara nigriceps är en stekelart som först beskrevs av William Harris Ashmead 1901.  Dipara nigriceps ingår i släktet Dipara och familjen puppglanssteklar. Inga underarter finns listade i Catalogue of Life.